# خودروی اکتشاف فضایی

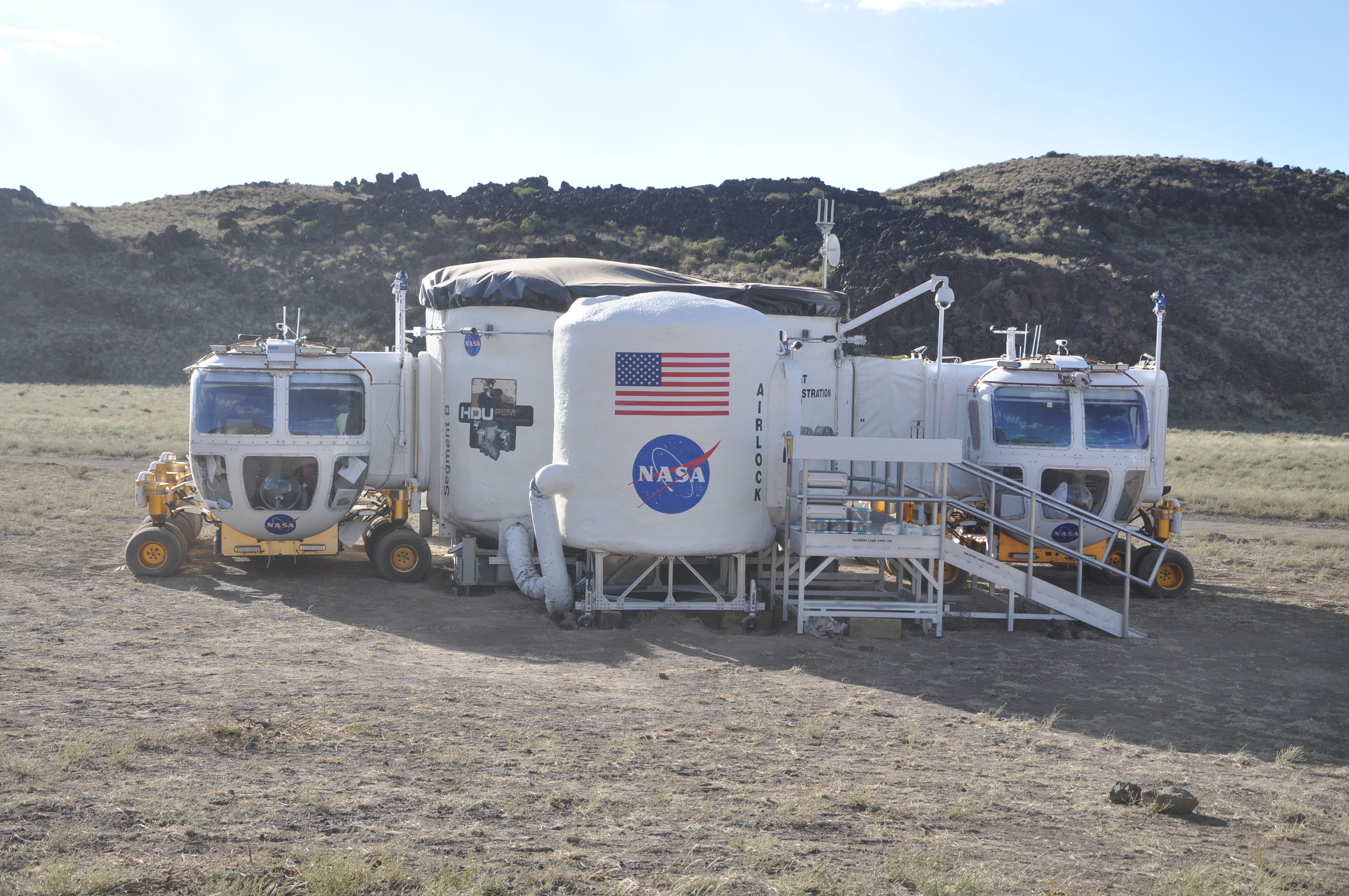
دو نمونه اولیه مریخ نورد در خلال DesertRATS 2010 به واحد نمایش زیستگاه متصل شدند.

وسیله نقلیه اکتشافی فضایی (SEV) یک وسیله نقلیه ماژولار است که توسط ناسا از سال ۲۰۰۸ تا ۲۰۱۵ توسعه یافته‌است. این خودو یک کابین کوچک است که با یک شاسی چرخدار جفت می‌شود تا مریخ نورد را برای اکتشاف سطح سیاره (در ماه و جاهای دیگر) تشکیل دهد یا به یک سکوی پرواز برای ماموریت‌های فضای بازمانند سرویس ماهواره‌ها و ماموریت‌های جرم نزدیک به زمین باشد. این مفهوم از مفهوم کاوشگر الکتریکی قمری (LER) تکامل یافته‌است، که به نوبه خود توسعه‌ای از مفهوم مریخ نورد کوچک تحت فشار (SPR) بود.
خودروهای مریخ نورد الکتریکی قمری (و بعدها، SEV) در طول مطالعه‌های تحقیقاتی و فناوری در سال ۲۰۰۸، ۲۰۰۹، ۲۰۱۰ و ۲۰۱۱ آزمایش شدند یکی از خودروهای مفهومی LER در رژه تحلیف ریاست جمهوری باراک اوباما در سال ۲۰۰۰۹ شرکت کرد. شاسی و عناصر ساختاری این خودروهای مفهومی توسط شرکت بین‌المللی آف‌رود ساخته شده‌است. تحقیق‌ها و آزمایش‌ها در سال ۲۰۱۲ در مرکز فضایی جانسون با ماکتی از یک SEV پرواز آزاد که مأموریت به یک سیارک را شبیه‌سازی می‌کرد، ادامه یافت.

## مشخصات فنی
- سرعت: ۱۰ کیلومتر بر ساعت (۶ مایل بر ساعت)
- برد: ۱۲۵ کیلومتر (۷۸ مایل)

### SEV
- جرم: ۳٬۰۰۰ کیلوگرم (۶٬۶۱۴ پوند)
- بار: ۱٬۰۰۰ کیلوگرم (۲٬۲۰۵ پوند)
- طول: ۴٫۵ متر (۱۸۰ اینچ)
- فاصله بین دو محور: ۴ متر (۱۶۰ اینچ)
- قد: ۳ متر (۱۲۰ اینچ)
- چرخ‌ها: ۱۲ چرخ با هر کدام ۹۹ سانتیمتر (۳۹ اینچ) قطر، ۳۰٫۵ سانتیمتر (۱۲٫۰ اینچ) گسترده

### شاسی بلند
- جرم: ۱٬۰۰۰ کیلوگرم (۲٬۲۰۵ پوند)
- بار: ۳٬۰۰۰ کیلوگرم (۶٬۶۱۴ پوند)
- طول: ۴٫۵ متر (۱۸۰ اینچ)
- فاصله بین دو محور: ۴ متر (۱۶۰ اینچ)
- قد: ۱٫۳ متر (۵۱ اینچ)
- چرخ‌ها: ۱۲ چرخ با هر کدام ۹۹ سانتیمتر (۳۹ اینچ) قطر، ۳۰٫۵ سانتیمتر (۱۲٫۰ اینچ) گسترده اجزای SEV